# Paralelo 4 S
O paralelo 4 S é um paralelo que está 4 graus a sul do plano equatorial da Terra.
Começando no Meridiano de Greenwich na direcção leste, o paralelo 4º S passa sucessivamente por:
| País, território ou mar        | Notas |
| ------------------------------ | --- |
| Oceano Atlântico               | |
| República do Congo             | |
| República Democrática do Congo | |
| Lago Tanganica                 | |
| Burundi                        | |
| Tanzânia                       | |
| Quênia                         | |
| Oceano Índico                  | Passa entre a Ilha Denis e a Ilha Aride, Seicheles |
| Indonésia                      | Ilha Samatra |
| Mar de Java                    | |
| Indonésia                      | Ilhas Bornéu e Laut |
| Estreito de Macáçar            | |
| Indonésia                      | Ilha Celebes (Península Sul) |
| Baía Bone                      | |
| Indonésia                      | Ilhas Celebes (Península Sudeste) e Wowoni |
| Mar de Banda                   | Passa a sul das ilhas Buru, Amboina e Ceram, Indonésia |
| Indonésia                      | Ilha Seram Laut |
| Mar de Ceram                   | |
| Indonésia                      | Nova Guiné Ocidental |
| Mar de Arafura                 | |
| Indonésia                      | Nova Guiné Ocidental |
| Papua-Nova Guiné               | |
| Oceano Pacífico                | Mar de Bismarck, passando a norte da ilha Manam, Papua-Nova Guiné                                                                                           |
| Papua-Nova Guiné               | Ilhas Nova Irlanda e Babase |
| Oceano Pacífico                | Passa a sul da Ilha McKean, Kiribati · Passa a sul das Ilha Birnie, Kiribati · Passa a norte da Ilha Manra, Kiribati · Passa a sul da Ilha Rawaki, Kiribati |
| Kiribati                       | Ilha Malden |
| Oceano Pacífico                | |
| Peru                           | |
| Equador                        | Cerca de 13 km |
| Peru                           | Cerca de 7 km |
| Equador                        | |
| Peru                           | |
| Colômbia                       | |
| Brasil                         | Amazonas Pará Maranhão Piauí Ceará |
| Oceano Atlântico               | Passa a sul do Atol das Rocas, Brasil · Passa a sul do arquipélago Fernando de Noronha, Brasil                                                              |